# Duets: The Final Chapter
| Críticas profissionais | Críticas profissionais |
| Avaliações da crítica  | Avaliações da crítica  |
| Fonte                  | Avaliação              |
| ---------------------- | ---------------------- |
| AllHipHop              | [ 1 ]                  |
| Allmusic               | [ 2 ]                  |
| Entertainment Weekly   | B+                     |
| IGN                    | (7/10)                 |
| Jam!                   | [ 5 ]                  |
| PopMatters             | [ 6 ]                  |
| Rolling Stone          | [ 7 ]                  |
| Slant Magazine         | [ 8 ]                  |
| Stylus Magazine        | B−                     |
| Virgin Media           | [ 10 ]                 |

"Duets: The Final Chapter" (simplificado como "The Biggie Duets") é o último álbum de estúdio póstumo do falecido rapper estadunidense The Notorious B.I.G.. O álbum foi lançado pela editora discográfica Bad Boy Records em 2 de dezembro de 2005

## Desempenho nas paradas e certificações
| Chart (2005)                            | Peak position |
| --------------------------------------- | ------------- |
| Alemanha (Offizielle Deutsche Charts)   | 55            |
| Austrália (ARIA)                        | 63            |
| Bélgica (Ultratop Flandres)             | 20            |
| Bélgica (Ultratop Valônia)              | 81            |
| Estados Unidos (Billboard 200)          | 3             |
| Estados Unidos (Top R&B/Hip Hop Albums) | 3             |
| França (SNEP)                           | 35            |
| Japão (Oricon)                          | 30            |
| Nova Zelândia (RMNZ)                    | 8             |
| Países Baixos (Dutch Charts)            | 43            |
| Reino Unido (UK Albums Chart)           | 13            |
| Suíça (Schweizer Hitparade)             | 29            |